# Костёл Святого Креста и Святой Анны (Брест)
Костел Святого Креста и Святой Анны ( Фара Витовта ) — приходской костёл, существовавший в Бресте с 1412 года до середины XIX века. Основан великим князем Витовтом. Позже он также упоминается как костёл Святого Креста и Святой Анны. Как и другие памятники архитектуры Бреста, уничтожены российскими властями при строительстве Брестской крепости.

## История
Костёл был основан Витовтом под именем Святого Креста и Вознесения Пресвятой Девы Марии. Здание располагался на территории окольного города, граница территории проходила с севера вдоль иезуитского костела, главный фасад костела выходил на торговую площадь, а с юга на Подзамковую улицу, на Бернардинский мост.
Костёл принадлежал большой юридики. Один из них — Святого Креста за рынком по Подзамковой улице. В 1766 г. на средство о. Петра Шпанемберга костёл был перестроен.
С 1805 г. служба в костёле не велись из-за небезопасности конструкций после сильного городского пожара. Движимое имущество было перенесено в часовню. Видно, состояние Фарного костела был настолько плох, что российские власти его в дальнейшем не учитывали.
Костёл был разобран при строительстве Брестской крепости, часовня какое-то время использовалось под военные цели, позже также была разобрана.

## Хронология
- 1389 год — основан первый католический приход в Бресте.
- 1412 год — начало строительства каменного (?) католического храма на Немецкой улице, на одной из сторон Рыночной площади. По мнению других исследователей костёл оставался деревянным вплоть до XVIII в.
- 1766 год — начало возведения нового каменного костела.
- 1769 год — освящение вновь построенного костёла.
- 1806 год — функции городской Фары перешли к иезуитскому костёлу, так как сам Фарный костел был плохо построен и имел слабые фундаменты.
- 1808 год — сгорели костёлы (Фарный и Иезуитский).

## Архитектура
Плебания костёла представляла собой большой дом с жилищными помещениями. В трех больших комнатах камины из белых изразцов, стены были затянуты обоями из художественно декорированной ткани.

### Интерьер
В интерьере костёла имелись богато украшенные алтари, большое количество икон, среди прочего и светский портрет Витовта, выполненный в XVIII веке. Часовня костёла располагался с восточной ее стороны, ближе к церкви св. Николая.